# Carlos Enrique Velázquez Moreyra
Carlos Enrique Velázquez Moreyra (México, D. F., México; 11 de junio de 1936) es un pintor y retratista mexicano,´más conocido por su nombre artístico Moreyra. 

## Biografía
Nace en el Distrito Federal, el 11 de junio de 1936. Desde temprana edad demuestra su afición por el dibujo, y más tarde será la pintura, a la cual dedica horas, visitando el Palacio de Bellas Artes y la Academia de San Carlos. En la universidad escoge la carrera de arquitectura pero la deja a los dos años para dedicarse a la pintura. Decide afianzar sus conocimientos y asiste a clases de pintura del renombrado maestro español, José Bardasano en la Ciudad de México.
En 1960, gana en el concurso de pintura organizado por el Instituto de Cultura Hispánica una beca que consiste en un año de estudios pictóricos en Madrid, España. Y así, podrá por fin conocer los grandes museos europeos. Durante su estancia en España concurre al Instituto de Cultura Hispánica y al Círculo de Bellas Artes de Madrid. Se encuentra con grandes pintores como Manuel Benedito Vives, Agustín Segura, Julio Moisés y el escultor Ignacio Pinazo Martínez.  
Finalmente con el propósito de perfeccionar su obra artística, realiza viajes a Francia, Italia, Bélgica, Holanda,  Austria, Grecia, Marruecos. Se quedará en Europa más de cinco años, estudiando a los grandes maestros que habrán de inspirarlo: Velázquez, Vermeer, Monet, Sorolla. Durante su estancia en el Viejo Continente gana el segundo premio del salón Hispanoamericano de Madrid, España en 1962. La Primera medalla del Festival Internacional de Arte en Francia en 1964 y la Primera medalla en el Salón de Otoño de Bruselas, Bélgica en 1965.
En 1965 , estando en París, conoce a una francesa quien será su esposa y, después de casarse, decide regresar a México. Allí ya se dedica de lleno a su arte. Abre en México D.F. en 1970 su propia academia de pintura, la cual recibe y forma a una gran cantidad de alumnos durante más de 20 años.

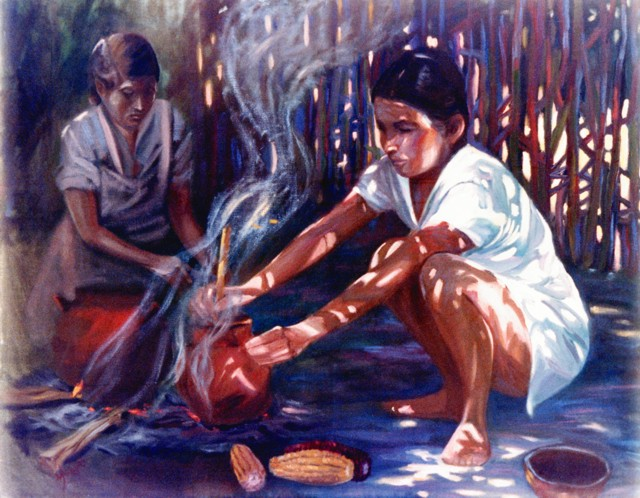
Aromas de México.

En 1981 gana la medalla de honor por el mejor dibujo, Concurso del Niño mientras proyecta una de sus magnas exposiciones que se realizará en el Polyforum Cultural Siqueiros en 1982.
Es redactor desde el año 1991 hasta 1999 de la columna "Dixit Moreyra" del prestigiado periódico mexicano el Heraldo de México. A raíz de una de sus exposiciones en la Galería de la Presidencia de La República Mexicana en 1991 se siente motivado a crear su propia galería de pintura para disponer de una exposición permanente y transforma su academia en galería privada.
Moreyra es presidente del Movimiento Artístico Horizonte Siglo XXI de la Benemérita Sociedad Mexicana de Geografía y Estadística, fundada en México en 1833. Es también presidente de la Academia de Peritos en Obras de Arte para la autentificación y avalúo de obras de arte de esa misma Sociedad. En 2007 decide alejarse de la capital y acercarse al mar. Desde entonces vive en el sureste de México y sigue pintando.

## Obra

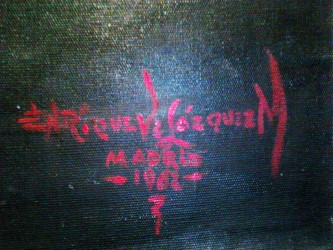
Firma del Maestro Moreyra en el cuadro "La Bailarina"

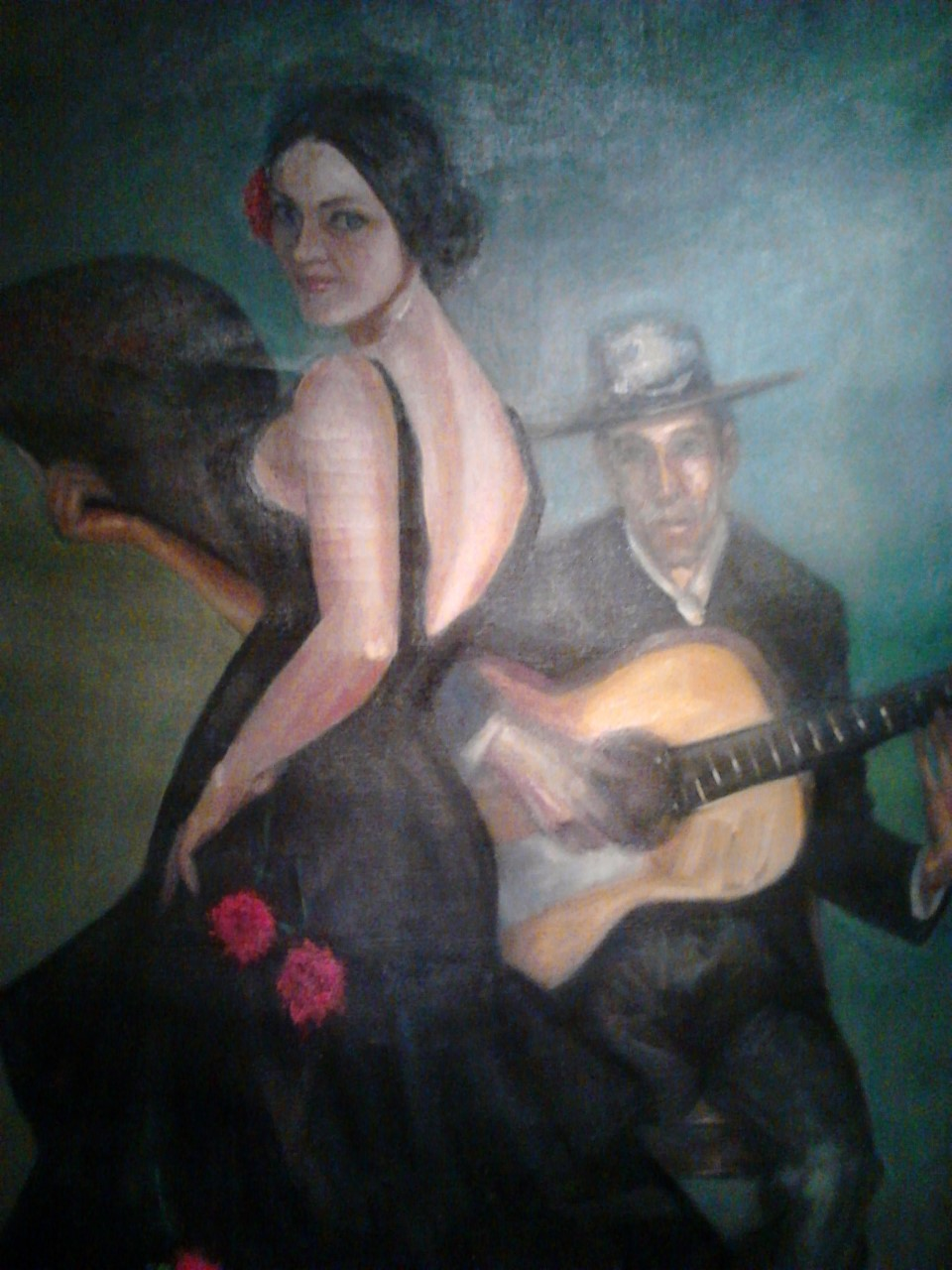
Cuadro óleo sobre tela "La Bailarina", retrato de la bailarina de Flamenco Mexicana Pimpo de Aguirre, pintado por el Maestro Moreyra en Madrid en 1962.

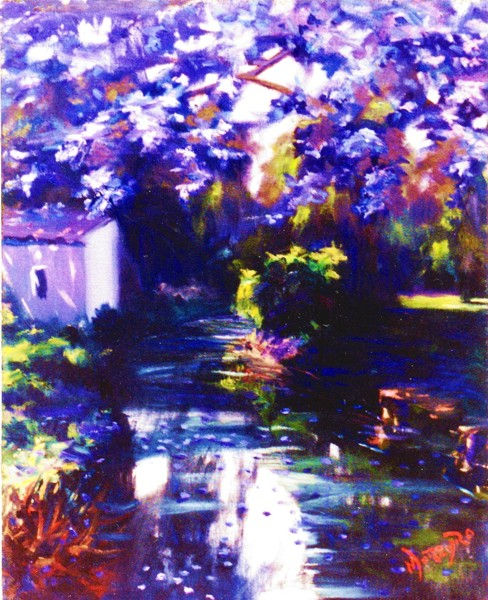
Reflejos de luz.

Debido a su larga estancia en Europa, su pintura tiene la solidez de la escuela pictórica europea. A ello se añaden la fuerza, la luz y los colores típicos de la pintura mexicana. La temática principal de su obra pictórica es México, el cual pinta con mucha intensidad en sus paisajes, marinas y escenas costumbristas. Moreyra le impregna fuerza y carácter a una pintura con tendencia impresionista y con un estilo muy personal. Óleo, acuarela, pastel, carbón, sanguina, grabado; domina cualquiera de esas técnicas. No obstante, demuestra preferencia por la pintura al óleo.
Además es un retratista notable, ya que ha retratado a presidentes y personalidades del mundo político (Luis Echeverría Álvarez expresidente de México 1970-1976), profesionista (Dr. Carlos Mac Gregor Sánchez Navarro, director de la Facultad de Medicina de la UNAM 1984), intelectual (Octavio Paz premio Nobel de Literatura 1990) y social (Margarita López Portillo, hermana del expresidente de México José López Portillo 1976-1982), tanto en México como en el extranjero.(Valéry Giscard d'Estaing expresidente de Francia 1974-1981).
Entre sus obras destacadas se encuentra la obra , "Jefa de tribu"  (perteneciente a la colección particular de Su Majestad Juan Carlos I, Rey de España), "La Bailarina" (Pimpo de Aguirre) Madrid 1962. La obra de Moreyra es variada. Crea, tanto pinturas de gran formato, obra de caballete, grabados y hasta miniaturas. Su sello es un intenso manejo de la luz y del color, una gran libertad del pincel, sorprendentes efectos de colores contradictorios. Se le conoce como "El Mago de la Luz y el Color" o el "Pintor de la Luz y el Color".

## Actividades destacadas
- Miembro del Consejo Técnico para la cultura y las artes del Centro Universitario México (CUM)
- Miembro del Consejo de Fomento a la Cultura de la Delegación Benito Juárez de la Ciudad de México.
- En reconocimiento a sus méritos ciudadanos el Departamento del Distrito Federal lo ha elegido Ciudadano de Honor.
- Miembro oficial del Círculo de Bellas Artes de Madrid, España.
- Miembro oficial de la Asociación de Pintores y Escultores de Madrid, España.
- Miembro fundador de la Casa de la Cultura "Juan Rulfo" en la colonia Insugentes Mixcoac de la Ciudad de México.
- El Estado de Sonora lo elige para realizar la galería de retratos de sus gobernadores desde el siglo XIX hasta su realización en 1975.
- Su Majestad Juan Carlos I, Rey de España recibe la obra del pintor"Jefa de Tribu" en audiencia privada en el 
Palacio Real de Madrid, España en 1977.
- Develación del mural sobre tela "Prólogos Kósmicos" en la sede de A.C.F.A.C (Amistad Cultural Francesa A.C.) por Su Excelencia Jacques-Alain de Sedouy, emabajador de Francia en México en 1989.
- Miembro fundador, junto a las autoridades de la delegación "Benito Juárez" del distrito federal, del "Jardin del Arte" en Tlacoquemecatl, Colonia del Valle en 1992.
- Miembro fundador del Salón Nacional del Dibujo de la Sociedad Mexicana de Geografía y Estadística en 1994.
- Como presidente del Movimiento Artístico Horizonte Siglo XXI organiza y encabeza el Homenaje Académico en sesión solemne al Maestro Francisco Eppens Helguera, autor del actual diseño del escudo nacional.Se lleva a cabo en el Museo Nacional del Arte del Instituto Nacional de Bellas Artes. En dicha ocasión se presenta el retrato que hizo Moreyra al Maestro Eppens. Octubre de 1996.